# Barra Futebol Clube (Santa Catarina)
O Barra Futebol Clube, mais conhecido como Barra, é um clube de futebol brasileiro, fundado em 2013 na cidade de Balneário Camboriú, no estado de Santa Catarina, levando o nome do bairro mais antigo do município.

## História

### 2013
O Barra Futebol Clube foi fundado no dia 18 de janeiro de 2013. No mesmo ano da sua fundação, disputou seu primeiro campeonato profissional, a então Divisão de Acesso do Campeonato Catarinense (atual Campeonato Catarinense - Série C) do mesmo ano. A equipe acabou ficando na nona colocação entre nove times que disputaram a competição naquela temporada.

### 2015
No ano de 2015 veio o acesso à segunda divisão do estadual, sendo campeão invicto do Campeonato Catarinense - Série C. Foram 12 vitórias e 1 empate nas 13 partidas disputadas, vencendo os dois turnos e sendo campeão direto, sem precisar disputar uma final.

### 2020
Em 2020, com a pandemia da Covid-19, o Campeonato Catarinense - Série B teve somente um turno disputado. O time balneocamboriuense ficou com 16 pontos, empatado com o Metropolitano, mas não conseguiu o acesso à primeira divisão por ter feito menos gols.

### 2021
Já em 2021, em meio a vacinação da população na pandemia, o Barra conseguiu mais uma conquista em sua breve história até então, ser campeão invicto da Série B da Campeonato Catarinense e garantindo o acesso a Série A, ficando em segundo na classificação geral com 42 pontos em 18 jogos. Foram 13 vitórias, 7 empates e nenhuma derrota durante os pontos corridos. Fez 31 gols e sofreu somente 9 (contabilizando as finais), sendo a melhor defesa do campeonato. 

#### Final contra o rival
A disputa do título foi contra o rival Camboriú Futebol Clube. Os dois primeiros colocados do campeonato disputaram a primeira partida no Estádio Dr. Hercílio Luz, com mando do Barra e ficaram no empate de 1x1. No segundo jogo da final, disputado com mando do Camboriú e presença de público no Estádio Roberto Santos Garcia, o time mandante tinha a vantagem do empate pela melhor campanha durante os pontos corridos. Porém, quem levou o troféu foi o Barra, após abrir 2x0 no primeiro tempo, o Camboriú descontou com um gol no segundo tempo, mas não conseguiu o empate e acabou ficando com o vice.

### 2022
No ano de 2022, o Pescador disputou o Campeonato Catarinense de Futebol - Série A pela primeira vez em sua jovem história. A equipe terminou na décima colocação, com 10 pontos, sendo 3 vitórias, 1 empate e 7 derrotas, marcando 12 gols e sofrendo 14, além de se manter na primeira divisão do estadual. 

### 2023
No ano da sua primeira década de existência, o Barra conseguiu dois feitos inéditos. Ao empatar em 0x0 com a Chapecoense, na última rodada da fase regulamentar do Campeonato Catarinense de 2023, o clube de Balneário Camboriú terminou na sétima colocação, com 13 pontos somados, assim, se classificou para as fases finais da competição pela primeira vez, onde chegou até a semifinal, sendo eliminado pelo Brusque, por 5x2 no placar agregado. Na classificação geral, ficou em quarto lugar, com 19 pontos somados. Além de garantir uma vaga no Campeonato Brasileiro - Série D de 2024, também pela primeira vez.

### 2025
No ano de 2025, o Barra inaugura seu estádio próprio, localizado ao lado de seu centro de treinamento, com a partida inaugural valida pelo Campeonato Catarinense de Futebol do mesmo ano. 

## Títulos
| ESTADUAIS | ESTADUAIS                        | ESTADUAIS | ESTADUAIS  |
|           | Competição                       | Títulos   | Temporadas |
|           | Campeonato Catarinense - Série B | 1         | 2021★      |
|           | Campeonato Catarinense - Série C | 1         | 2015★      |
| --------- | -------------------------------- | --------- | ---------- |

★ Campeão invicto

## Participações
|  | Participações em 2025 |

| Competição     | Competição             | Temporadas | Melhor campanha           | Estreia | Última | P | R |
| Santa Catarina | Campeonato Catarinense | 4          | 4º colocado (2023 e 2024) | 2022    | 2025   |   | – |
| Santa Catarina | Série B                | 6          | Campeão (2021)            | 2016    | 2021   | 1 | – |
| Santa Catarina | Série C                | 3          | Campeão (2015)            | 2013    | 2015   | 1 |   |
| Santa Catarina | Copa Santa Catarina    | 3          | 6º colocado (2024)        | 2023    | 2025   |   |   |
| Brasil         | Série D                | 2          | Oitavas de final (2025)   | 2024    | 2025   | – |   |